# Anerincleistus bracteatus
Anerincleistus bracteatus är en tvåhjärtbladig växtart som beskrevs av Carlo Hansen. Anerincleistus bracteatus ingår i släktet Anerincleistus och familjen Melastomataceae. Inga underarter finns listade i Catalogue of Life.